# Gai Fanni (tribú)
Gai Fanni (en llatí Caius Fannius) va ser un magistrat i polític romà del segle ii aC. Formava part de la gens Fànnia, una gens romana d'origen plebeu.
Va ser tribú de la plebs l'any 187 aC. Quan Luci Corneli Escipió Asiàtic va ser condemnat a pagar una gran quantitat de diners a l'erari, acusat d'acceptar suborns del rei Antíoc III, el pretor Quint Terenci Cul·leó va amenaçar d'empresonar-lo si no pagava, i Fanni va declarar en nom propi i en el dels seus col·legues, excepte Tiberi Semproni Grac, que no impedirien que el pretor portés a terme aquesta mesura.